# William Sawe
William Sawe (ur. 5 września 1955) – kenijski lekkoatleta, chodziarz
W 1987 zdobył srebrny medal igrzysk afrykańskich w chodzie na 20 kilometrów.
W 1988 podczas igrzysk olimpijskich w Seulu zajął 35. (ostatnie) miejsce w chodzie na 50 kilometrów.
Mistrz kraju w chodzie na 20 kilometrów (1985).

## Rekordy życiowe
- Chód na 50 kilometrów – 4:25:24 (1988)